# Reino Himiarita
Himiar ou Reino Himiarita (em árabe: مملكة حِمْيَر; romaniz.: mamlakat ħimyâr), antigamente chamado Reino Homerita pelos gregos e romanos, foi um estado localizado no sudoeste da Arábia datado de 110 a.C. Sua capital era a antiga cidade de Zafar passando posteriormente para a atual cidade de Saná. O reino conquistou o vizinho Reino de Sabá em 25 a.C., Catabã em 200 d.C. e Hadramaute em 300 d.C. Sua sorte politica com relação à Sabá mudou frequentemente até finalmente conquistar Sabá ao redor de 280 d.C.  Himiar resistiu até que finalmente caiu sob a tutela dos invasores do Império de Axum em 525 d.C.

## História
O Reino Himiarita manteve seu controle nominal na Arábia até 525 d.C. Sua economia era baseada na agricultura e o comércio exterior estava centrado na exportação de incenso e mirra. Por muitos anos, o reino também foi o principal intermediário entre a África Oriental e o Mediterrâneo. Esse comércio consistia basicamente em exportar marfim da África para ser vendido no Império Romano. Os navios de Himiar viajavam regularmente pela costa da África Oriental, e o Estado também exercia uma grande quantidade de influência cultural, religiosa e política nas cidades comerciais da África Oriental, enquanto estas permaneciam independentes. O Périplo do Mar Eritreu descreve o império comercial de Himiar e seu governante Charibael (provavelmente Caribil Uatar), onde afirma que este Estado tem um pacto de amizade com Roma:
"23. E depois de nove dias chegamos a Zafar, a metrópole, na qual vive Charibael, o legítimo rei de duas tribos, os homeritas e os que moram ao lado deles, os chamados sabeus; através de embaixadas e presentes contínuos, se tornou um amigo dos imperadores.— Périplo do Mar Eritreu, Paragrafo 23.

## Período inicial (110 a.C.até300 d.C.)
Durante esse período, o Reino Himiarita conquistou os reinos de Sabá e Catabã e transformou  Zafar em sua capital no lugar da Ma'rib sabeísta. Nesta época Himiar era conhecido como Du Raidã (em árabe:  ذو ريدان), uma homenagem ao nome do palácio da dinastia. No início do século II, Sabá e Catabã conquistaram sua independência de Himiar; no entanto, poucas décadas depois, Catabã foi conquistado por Hadramaute (conquistado por sua vez por Himiar no século IV), enquanto Sabá foi definitivamente conquistado por Himiar no final do século III.
As ruínas de Zafar se espalhavam por mais de 120 hectares na Montanha Mudawwar, 10 km ao norte-noroeste da cidade de Yarim.
Zafar foi a primeira capital auto-suficiente em termos agrícolas. Até o início do  século III, o comércio floresceu. Mais tarde, fracassou talvez por causa do domínio nabateu ao norte de Hejaz e por causa da guerra intertribal, razão pela qual os Catanitas foram espalhados pela Arábia, particularmente ao leste. O século VI trouxe uma drástica perda de cidades e população.

## Monarquia judaica
Os reis himiaritas parecem ter abandonado o politeísmo e se convertido ao judaísmo por volta do ano 380 d.C., várias décadas após a conversão do Império de Axum (na atual Etiópia) ao cristianismo em 328 d.C. Nenhuma alteração ocorreu na escrita, calendário ou idioma (ao contrário de Axum após sua conversão). Esta data marca o fim de uma era em que inúmeras inscrições registram os nomes e ações dos reis e dedicam edifícios a deuses locais (por exemplo, Uagal e Simiada) e deuses principais (por exemplo, Almacá). A partir de 380, os templos foram abandonados e as dedicações aos deuses antigos cessaram, substituídas por referências a Ramanã, o Senhor do Céu ou Senhor do Céu e da Terra. O contexto político para essa conversão pode ter sido o interesse da aristocracia himiarita em manter a neutralidade e boas relações comerciais com os impérios concorrentes de Bizâncio, que adotou o cristianismo pela primeira vez sob Constantino e o Império Sassânida, que alternavam entre o zurvanismo e o maniqueísmo.
Acredita-se que um dos primeiros reis judeus, Abu Caribe (r. 390-420), tenha se convertido após uma expedição militar ao norte da Arábia, em um esforço para eliminar a influência bizantina. Os imperadores bizantinos há muito sondavam a península Arábica e procuravam controlar o lucrativo comércio de especiarias e a rota para a Índia. Os bizantinos esperavam estabelecer um protetorado convertendo os habitantes ao cristianismo. Algum progresso foi feito no norte da Arábia, mas eles tiveram pouco sucesso em Himiar.
As forças de Abu Caribe chegaram a Iatribe (atual Medina) e, sem encontrar resistência, passaram pela cidade, deixando o filho do rei para trás como governador. Abu Caribe logo recebeu a notícia de que o povo de Iatribe havia matado seu filho. Ele voltou a cidade para vingar a morte de seu filho. Depois de cortar as palmeiras das quais os habitantes obtinham sua principal renda, sitiou a cidade. Os judeus de Iatribe lutaram lado a lado com seus vizinhos pagãos.
Durante o cerco, Abu Caribe ficou gravemente doente. Dois eruditos judeus de Iatribe, Caabe e Assade, foram até o acampamento do rei e usaram seus conhecimentos de medicina para restaurar sua saúde. Enquanto tratavam do rei, imploraram a ele que levantasse o cerco e fizesse as pazes. Dizem que o apelo dos sábios persuadiu Abu Caribe; que cancelou o cerco e abraçou o judaísmo junto com todo o seu exército. Por insistência dele, os dois estudiosos judeus acompanharam o rei himiarita de volta à sua capital, onde exigiu que todo o seu povo se convertesse ao judaísmo. Inicialmente, houve grande resistência. Depois que uma provação justificou a exigência do rei e confirmou a verdade da fé judaica, muitos himiaritas apoiaram o judaísmo. Alguns historiadores argumentam que o povo não era motivado pela política, mas que o judaísmo, por sua natureza filosófica, simplista e austera, era atraente para a natureza do povo semita.
Abu Caribe continuou a participar de campanhas militares e  morreu em circunstâncias pouco claras. Alguns estudiosos acreditam que seus próprios soldados o mataram. Deixou três filhos, Haçane, Anre e Zora, todos menores de idade na época. Após a morte de Abu Caribe, um pagão chamado Du-Xanatir assumiu o trono. No reinado de Subabil Iacafe (filho de Abu Caribe como mencionado numa inscrição em Zafar de 472 d.C.), um missionário cristão em Najrã, chamado Azquir, foi morto após ter erigido uma capela com uma cruz. Fontes cristãs interpretam o evento como um martírio nas mãos dos judeus, afirmam que o local para sua execução foi escolhido a conselho de um rabino, mas fontes da região não mencionam perseguições por motivos de fé, sua morte pode ter ocorrido por estar fora da área de influência bizantina.
A primeira invasão axumita ocorreu em algum momento do século V e foi desencadeada pela perseguição aos cristãos. Duas fontes cristãs, incluindo a Crônica de Zuquenim, afirmam que um rei himiarita que não teve seu nome citado provocou os assassinatos dizendo: "Isso ocorreu porque nos países dos romanos os cristãos atormentam perversamente os judeus que vivem em seus países e matam muitos deles. Portanto, eu estou matando esses homens." Em retaliação, os axumitas invadiram a terra e depois estabeleceram um bispado e construíram igrejas cristãs em Zafar.
A monarquia judaica em Himiar terminou durante o reinado de Dunaas, que em 523 atacou a população cristã de Najrã. Até o ano 500, na véspera da regência de Martadilã Ianufe (c. 500-515), o reino de Himiar exercia controle sobre grande parte da península Arábica. Foi durante seu reinado que Himiar começou a se tornar um estado tributário de Axum, o processo concluiu na época do reinado de Madicaribe Iafur (519-522), um cristão designado pelos axumitas.
Dunuas iniciou um golpe de Estado, derrubando a dinastia que usurpou o governo vários anos antes, assumindo a autoridade depois de matar a guarnição axumita em Zafar. Enfrentando logo a seguir os guardas etíopes e seus aliados cristãos nas planícies costeiras de Tiama, em frente à Abissínia. Depois de tomar o porto de Mucauã (atual Moca), onde incendiou a igreja local, avançou para o sul até a fortaleza de Madabã, com vista para o estreito de Babelmândebe, onde eu esperava que estariam a frota de Elesbão. Nesta campanha acabou matando entre 11.500 e 14.000 das tropas de Axum e aliados, e levou um número semelhante de prisioneiros. Mucauã se tornou sua base, enquanto ele despachou um de seus generais, um príncipe judeu chamado Xarail Iacbul Du Iazã, contra Najrã (um oásis predominantemente cristão), com um bom número de judeus, que haviam apoiado as tropas em sua rebelião anterior, mas recusou-se a reconhecer sua autoridade após o massacre da guarnição axumita. O general bloqueou a rota da caravana que liga Najrã à Arábia Oriental.
O segundo e definitivo ataque axumita ocorreu em 525 d.C. quando Elesbão lançou com apoio do Império Bizantino um ataque de longa-escala que terminou com a derrubada e morte de Dunaas e a ocupação de Himiar por tropas axumitas, iniciando a restauração das igrejas danificadas. Elesbão instalou um rei local que se tornou seu vassalo, chamado Esimifeu, que numa inscrição fragmentária em um edifício de Maribe era chamado Sulaifa Axua esta inscrição também continha a fórmula cristã da Trindade e o nome do rei Elesbão.